# Android 11
Android 11 este a unsprezecea versiune majoră și a 18-a versiune a Android, sistemul de operare mobil dezvoltat de Open Handset Alliance condusă de Google. A fost lansată pe 8 septembrie 2020. Primul telefon lansat în Europa cu Android 11 a fost Vivo X51 5G. După lansarea sa complet stabilă, primul telefon din lume care a venit cu Android 11 după Google Pixel 5 a fost OnePlus 8T. Potrivit 9to5Google, La data de mai 2022 , Android 11 a devenit cea mai populară versiune a sistemului de operare cu o cotă de 28,3 la sută. Aceasta a crescut cu 4% față de noiembrie 2021 (atât pe smartphone-uri, cât și pe tablete).